# Semiothisa praenotata
Semiothisa praenotata là một loài bướm đêm trong họ Geometridae.